# Moumouvirus

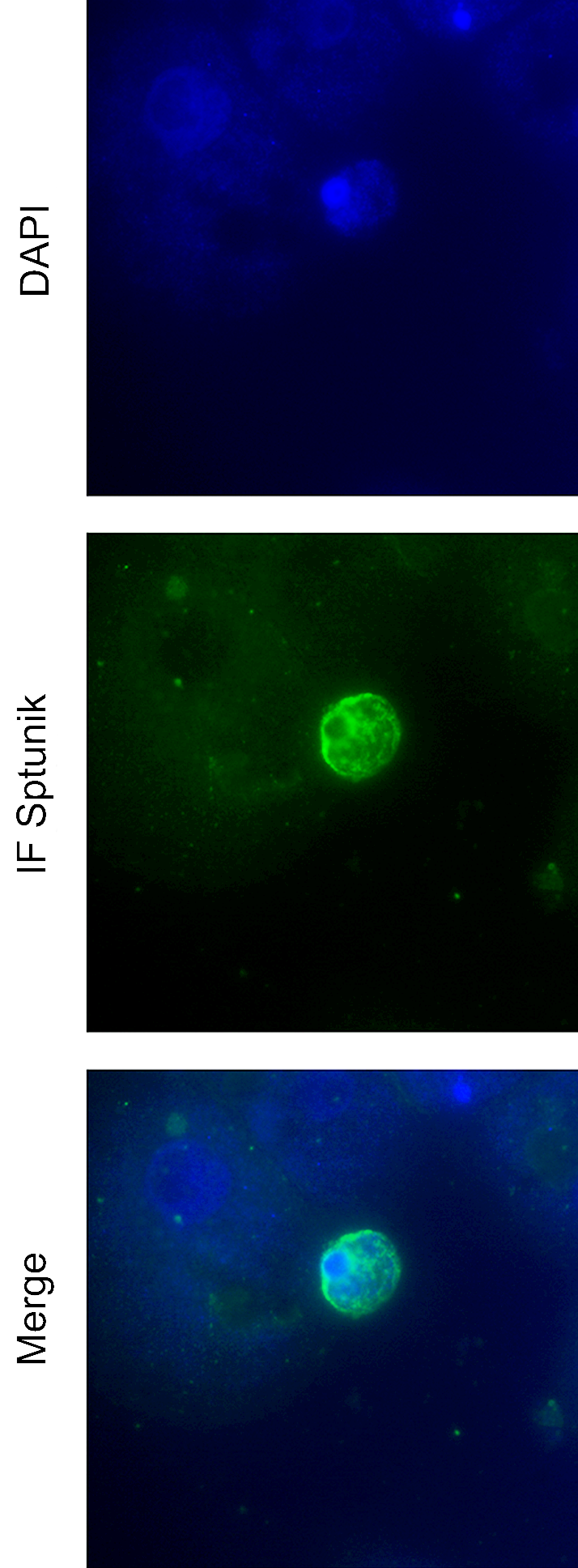
Moumouvirus sp. mit Sputnik 1 Virophage, verschiedene Färbemethoden.

Moumouvirus ist eine im April 2023 vom International Committee on Taxonomy of Viruses (ICTV) offiziell bestätigte Gattung von Riesenviren in der Familie Mimiviridae.
Zu ihr gehört Acanthamoeba polyphaga moumouvirus (APMoV). Das Virus wurde 2008 aus Wasserproben von einem Industriekühlturm im Südosten Frankreichs isoliert, im Labor diente die Amöbe Acanthamoeba polyphaga as Wirt.

## Aufbau
Das Kapsid der Virionen (Virusteilchen) ist von ikosaedrischer Symmetrie mit einem Durchmesser von ungefähr 420 nm etwas kleiner als bei den Verwandten Acanthamoeba polyphaga mimivirus (ApMV, Gattung Mimivirus) oder Megavirus chilensis (MVC, Gattung Megavirus). Es ist von einer dichten Faserschicht bedeckt, die Fasern liegen mit einer Länge von 100 nm im Bereich anderer Viren der Gattungen Mimivirus und Megavirus (75 bis 125 nm).

## Genom
Das Genom von Acanthamoeba polyphaga moumouvirus besteht aus doppelsträngiger DNA (dsDNA) und hat eine Länge von 1.021.348 bp, mehr als 200 kbp (bzw. 100 kbp) kürzer als bei den Gattungen Megavirus bzw. Mimivirus.
Nach den Analysen gibt es 930 offene Leserahmen (englisch open reading frames, ORFs) und das Genom sollte 894 Proteine kodieren, wobei sich 879 als homolog zu bekannten Proteinen erwiesen. Unter diesen gab es 702 mit der größten Übereinstimmung zu Megavirus chilensis (MVC).

## Replikationszyklus
Während der Replikation bildet AMoV im Zytoplasma der Wirtszellen von Acanthamoeba polyphaga Virusfabriken ähnlicher Gestalt wie dies bei den Gattungen Mimivirus und Megavirus beobachtet wird.

## Systematik
Zusammen mit Acanthamoeba polyphaga mimivirus (ApMV, Gattung Mimivirus, Linie A, englisch lineage A), Megavirus chilensis (MGVc, Gattung Megavirus, Linie C, englisch lineage C), den Tupanviren (Gattung Tupanvirus) und der Gattung Cotonvirus gehört die Gattung der Moumouviren um AMoV als Linie B (englisch lineage B) zur Gruppe I in der Familie Mimiviridae. Diese Gruppe entspricht der Mimiviridae-Umterfamilie Megamimivirinae (inkl. Gattung Mimivrus), womit das ICTV im April 2023 einem etwa von Schulz et al. (2018) geäußerten Vorschlag gefolgt ist.
Die Gattung Moumouvirus beinhaltet derzeit offiziell drei Spezies: Moumouvirus australiense mit Isolat 10A, Moumouvirus goulettemassiliense mit Stamm Moumouvirus gouletteT, und Moumouvirus moumou mit dem Stamm Saudi moumouvirus (SDMV) und dem Referenzstamm Acanthamoeba polyphaga moumouvirus (ApMV).
Dazu kommen eine ganze Reihe von möglichen Vertretern der Moumouviren gefunden (Spezies und darunter), zu finden beispielsweise mit dem Taxonomy Browser des National Center for Biotechnology Information (NCBI).
Die folgende Systematik basiert auf der Master Species List #38 des International Committee on Taxonomy of Viruses (ICTV) vom 8. April 2023, ergänzt um eine Reihe (noch) in diesem Release nicht offiziell anerkannter Vorschläge, insbesondere nach den NCBI-Taxonomie:
- Unterfamilie Megamimivirinae (Vorschlag Schulz et al., 2018,[4] zu Mimiviridae Gruppe I, Mimiviren s. l., früher auch „Mimivirinae“ genannt[5])
  - Gattung Moumouvirus (Mimiviridae: Gruppe I Linie B, MB,[12] Moumouviren)[10][11][13][14]
    - Spezies Moumouvirus australiense mit
Moumouvirus australiensis isolate 10A[A. 1][12][15][16]
    - Spezies Moumouvirus goulettemassiliense mit
Moumouvirus goulette (AMgV, Goulette-Virus)[A. 2][5][13][17][18][19][20]
    - Spezies Moumouvirus moumou (Acanthamoeba polyphaga moumouvirus, AMoV[5])[A. 3][21][22][23][24] mit
Acanthamoeba polyphaga moumouvirusT (ApMoV[6]),[A. 4][25][26][27][13][28]
Saudi moumouvirus (SDMV)[A. 5][29][30]
    - Spezies: „Moumouvirus M10A“ mit
„Acanthamoeba polyphaga moumouvirus M10A“[31][32][8][A. 6]
    - Spezies „Borely moumouvirus“[33][34] – gefunden in Brasilien[35]
    - ohne Spezieszuweisung
„Moumouvirus saoudian“[36][37][A. 7]
„Moumouvirus battle49“[38][37][A. 8]
„Moumouvirus boug1“,[39][37][A. 9]
„Moumouvirus istres“ („Istres-Virus“),[40][37][A. 10]
„Moumouvirus maliensis“[A. 11][12][41]
„Moumouvirus Monve“ („Monve-Virus“)[42][43][13][21][28][8][44][A. 12]
„Moumouvirus ochan“ („Ochan-Virus“),[45][21][37][A. 13]
„GCA.002966465.1.ASM296646v1“[3]

T Bei Namensgleichheit mit der Spezies deutet ein hochgestelltes ‚T‘ einen Typus- oder Referenzstamm an.
Die Phylogenie der Mimiviridae-Gruppe I, d. h. der Unterfamilie Megamimivirinae inkl. der Gattung Mimivirus (Mimiviren s. l.) ist nach Aylward et al. (2021), ergänzt um Abrahão et al. (2018, Fig. 4) wie folgt:
|  | Cotonvirus          |
|  |                     |
|  | Mimivirus (Linie A) |
|  |                     |

|  | Moumouvirus australiense        |
|  |                                 |
|  | Moumouvirus goulettemassiliense |
|  |                                 |

| Moumouvirus moumou | \| \| Acanthamoeba polyphaga moumouvirus (ApMV) \| \| \| \| \| \| Saudi moumouvirus (SDMV) \| \| \| \| |
|                    | \| \| Acanthamoeba polyphaga moumouvirus (ApMV) \| \| \| \| \| \| Saudi moumouvirus (SDMV) \| \| \| \| |
|                    | „GCA.002966465.1.ASM296646v1“                                                                          |
|                    | |
|                    | Acanthamoeba polyphaga moumouvirus (ApMV)                                                              |
|                    | |
|                    | Saudi moumouvirus (SDMV)                                                                               |
|                    | |

|  | Acanthamoeba polyphaga moumouvirus (ApMV) |
|  |                                           |
|  | Saudi moumouvirus (SDMV)                  |
|  |                                           |

|  | Moumouvirus australiense        |
|  |                                 |
|  | Moumouvirus goulettemassiliense |
|  |                                 |

| Moumouvirus moumou | \| \| Acanthamoeba polyphaga moumouvirus (ApMV) \| \| \| \| \| \| Saudi moumouvirus (SDMV) \| \| \| \| |
|                    | \| \| Acanthamoeba polyphaga moumouvirus (ApMV) \| \| \| \| \| \| Saudi moumouvirus (SDMV) \| \| \| \| |
|                    | „GCA.002966465.1.ASM296646v1“                                                                          |
|                    | |
|                    | Acanthamoeba polyphaga moumouvirus (ApMV)                                                              |
|                    | |
|                    | Saudi moumouvirus (SDMV)                                                                               |
|                    | |

|  | Acanthamoeba polyphaga moumouvirus (ApMV) |
|  |                                           |
|  | Saudi moumouvirus (SDMV)                  |
|  |                                           |

|  | Moumouvirus australiense        |
|  |                                 |
|  | Moumouvirus goulettemassiliense |
|  |                                 |

| Moumouvirus moumou | \| \| Acanthamoeba polyphaga moumouvirus (ApMV) \| \| \| \| \| \| Saudi moumouvirus (SDMV) \| \| \| \| |
|                    | \| \| Acanthamoeba polyphaga moumouvirus (ApMV) \| \| \| \| \| \| Saudi moumouvirus (SDMV) \| \| \| \| |
|                    | „GCA.002966465.1.ASM296646v1“                                                                          |
|                    | |
|                    | Acanthamoeba polyphaga moumouvirus (ApMV)                                                              |
|                    | |
|                    | Saudi moumouvirus (SDMV)                                                                               |
|                    | |

|  | Acanthamoeba polyphaga moumouvirus (ApMV) |
|  |                                           |
|  | Saudi moumouvirus (SDMV)                  |
|  |                                           |

|  | Moumouvirus australiense        |
|  |                                 |
|  | Moumouvirus goulettemassiliense |
|  |                                 |

| Moumouvirus moumou | \| \| Acanthamoeba polyphaga moumouvirus (ApMV) \| \| \| \| \| \| Saudi moumouvirus (SDMV) \| \| \| \| |
|                    | \| \| Acanthamoeba polyphaga moumouvirus (ApMV) \| \| \| \| \| \| Saudi moumouvirus (SDMV) \| \| \| \| |
|                    | „GCA.002966465.1.ASM296646v1“                                                                          |
|                    | |
|                    | Acanthamoeba polyphaga moumouvirus (ApMV)                                                              |
|                    | |
|                    | Saudi moumouvirus (SDMV)                                                                               |
|                    | |

|  | Acanthamoeba polyphaga moumouvirus (ApMV) |
|  |                                           |
|  | Saudi moumouvirus (SDMV)                  |
|  |                                           |

|  | Moumouvirus australiense        |
|  |                                 |
|  | Moumouvirus goulettemassiliense |
|  |                                 |

| Moumouvirus moumou | \| \| Acanthamoeba polyphaga moumouvirus (ApMV) \| \| \| \| \| \| Saudi moumouvirus (SDMV) \| \| \| \| |
|                    | \| \| Acanthamoeba polyphaga moumouvirus (ApMV) \| \| \| \| \| \| Saudi moumouvirus (SDMV) \| \| \| \| |
|                    | „GCA.002966465.1.ASM296646v1“                                                                          |
|                    | |
|                    | Acanthamoeba polyphaga moumouvirus (ApMV)                                                              |
|                    | |
|                    | Saudi moumouvirus (SDMV)                                                                               |
|                    | |

|  | Acanthamoeba polyphaga moumouvirus (ApMV) |
|  |                                           |
|  | Saudi moumouvirus (SDMV)                  |
|  |                                           |

|  | Moumouvirus australiense        |
|  |                                 |
|  | Moumouvirus goulettemassiliense |
|  |                                 |

| Moumouvirus moumou | \| \| Acanthamoeba polyphaga moumouvirus (ApMV) \| \| \| \| \| \| Saudi moumouvirus (SDMV) \| \| \| \| |
|                    | \| \| Acanthamoeba polyphaga moumouvirus (ApMV) \| \| \| \| \| \| Saudi moumouvirus (SDMV) \| \| \| \| |
|                    | „GCA.002966465.1.ASM296646v1“                                                                          |
|                    | |
|                    | Acanthamoeba polyphaga moumouvirus (ApMV)                                                              |
|                    | |
|                    | Saudi moumouvirus (SDMV)                                                                               |
|                    | |

|  | Acanthamoeba polyphaga moumouvirus (ApMV) |
|  |                                           |
|  | Saudi moumouvirus (SDMV)                  |
|  |                                           |

|  | Moumouvirus australiense        |
|  |                                 |
|  | Moumouvirus goulettemassiliense |
|  |                                 |

| Moumouvirus moumou | \| \| Acanthamoeba polyphaga moumouvirus (ApMV) \| \| \| \| \| \| Saudi moumouvirus (SDMV) \| \| \| \| |
|                    | \| \| Acanthamoeba polyphaga moumouvirus (ApMV) \| \| \| \| \| \| Saudi moumouvirus (SDMV) \| \| \| \| |
|                    | „GCA.002966465.1.ASM296646v1“                                                                          |
|                    | |
|                    | Acanthamoeba polyphaga moumouvirus (ApMV)                                                              |
|                    | |
|                    | Saudi moumouvirus (SDMV)                                                                               |
|                    | |

|  | Acanthamoeba polyphaga moumouvirus (ApMV) |
|  |                                           |
|  | Saudi moumouvirus (SDMV)                  |
|  |                                           |

|  | Moumouvirus australiense        |
|  |                                 |
|  | Moumouvirus goulettemassiliense |
|  |                                 |

| Moumouvirus moumou | \| \| Acanthamoeba polyphaga moumouvirus (ApMV) \| \| \| \| \| \| Saudi moumouvirus (SDMV) \| \| \| \| |
|                    | \| \| Acanthamoeba polyphaga moumouvirus (ApMV) \| \| \| \| \| \| Saudi moumouvirus (SDMV) \| \| \| \| |
|                    | „GCA.002966465.1.ASM296646v1“                                                                          |
|                    | |
|                    | Acanthamoeba polyphaga moumouvirus (ApMV)                                                              |
|                    | |
|                    | Saudi moumouvirus (SDMV)                                                                               |
|                    | |

|  | Acanthamoeba polyphaga moumouvirus (ApMV) |
|  |                                           |
|  | Saudi moumouvirus (SDMV)                  |
|  |                                           |

|  | Cotonvirus          |
|  |                     |
|  | Mimivirus (Linie A) |
|  |                     |

|  | Moumouvirus australiense        |
|  |                                 |
|  | Moumouvirus goulettemassiliense |
|  |                                 |

| Moumouvirus moumou | \| \| Acanthamoeba polyphaga moumouvirus (ApMV) \| \| \| \| \| \| Saudi moumouvirus (SDMV) \| \| \| \| |
|                    | \| \| Acanthamoeba polyphaga moumouvirus (ApMV) \| \| \| \| \| \| Saudi moumouvirus (SDMV) \| \| \| \| |
|                    | „GCA.002966465.1.ASM296646v1“                                                                          |
|                    | |
|                    | Acanthamoeba polyphaga moumouvirus (ApMV)                                                              |
|                    | |
|                    | Saudi moumouvirus (SDMV)                                                                               |
|                    | |

|  | Acanthamoeba polyphaga moumouvirus (ApMV) |
|  |                                           |
|  | Saudi moumouvirus (SDMV)                  |
|  |                                           |

|  | Moumouvirus australiense        |
|  |                                 |
|  | Moumouvirus goulettemassiliense |
|  |                                 |

| Moumouvirus moumou | \| \| Acanthamoeba polyphaga moumouvirus (ApMV) \| \| \| \| \| \| Saudi moumouvirus (SDMV) \| \| \| \| |
|                    | \| \| Acanthamoeba polyphaga moumouvirus (ApMV) \| \| \| \| \| \| Saudi moumouvirus (SDMV) \| \| \| \| |
|                    | „GCA.002966465.1.ASM296646v1“                                                                          |
|                    | |
|                    | Acanthamoeba polyphaga moumouvirus (ApMV)                                                              |
|                    | |
|                    | Saudi moumouvirus (SDMV)                                                                               |
|                    | |

|  | Acanthamoeba polyphaga moumouvirus (ApMV) |
|  |                                           |
|  | Saudi moumouvirus (SDMV)                  |
|  |                                           |

|  | Moumouvirus australiense        |
|  |                                 |
|  | Moumouvirus goulettemassiliense |
|  |                                 |

| Moumouvirus moumou | \| \| Acanthamoeba polyphaga moumouvirus (ApMV) \| \| \| \| \| \| Saudi moumouvirus (SDMV) \| \| \| \| |
|                    | \| \| Acanthamoeba polyphaga moumouvirus (ApMV) \| \| \| \| \| \| Saudi moumouvirus (SDMV) \| \| \| \| |
|                    | „GCA.002966465.1.ASM296646v1“                                                                          |
|                    | |
|                    | Acanthamoeba polyphaga moumouvirus (ApMV)                                                              |
|                    | |
|                    | Saudi moumouvirus (SDMV)                                                                               |
|                    | |

|  | Acanthamoeba polyphaga moumouvirus (ApMV) |
|  |                                           |
|  | Saudi moumouvirus (SDMV)                  |
|  |                                           |

|  | Moumouvirus australiense        |
|  |                                 |
|  | Moumouvirus goulettemassiliense |
|  |                                 |

| Moumouvirus moumou | \| \| Acanthamoeba polyphaga moumouvirus (ApMV) \| \| \| \| \| \| Saudi moumouvirus (SDMV) \| \| \| \| |
|                    | \| \| Acanthamoeba polyphaga moumouvirus (ApMV) \| \| \| \| \| \| Saudi moumouvirus (SDMV) \| \| \| \| |
|                    | „GCA.002966465.1.ASM296646v1“                                                                          |
|                    | |
|                    | Acanthamoeba polyphaga moumouvirus (ApMV)                                                              |
|                    | |
|                    | Saudi moumouvirus (SDMV)                                                                               |
|                    | |

|  | Acanthamoeba polyphaga moumouvirus (ApMV) |
|  |                                           |
|  | Saudi moumouvirus (SDMV)                  |
|  |                                           |

|  | Moumouvirus australiense        |
|  |                                 |
|  | Moumouvirus goulettemassiliense |
|  |                                 |

| Moumouvirus moumou | \| \| Acanthamoeba polyphaga moumouvirus (ApMV) \| \| \| \| \| \| Saudi moumouvirus (SDMV) \| \| \| \| |
|                    | \| \| Acanthamoeba polyphaga moumouvirus (ApMV) \| \| \| \| \| \| Saudi moumouvirus (SDMV) \| \| \| \| |
|                    | „GCA.002966465.1.ASM296646v1“                                                                          |
|                    | |
|                    | Acanthamoeba polyphaga moumouvirus (ApMV)                                                              |
|                    | |
|                    | Saudi moumouvirus (SDMV)                                                                               |
|                    | |

|  | Acanthamoeba polyphaga moumouvirus (ApMV) |
|  |                                           |
|  | Saudi moumouvirus (SDMV)                  |
|  |                                           |

|  | Moumouvirus australiense        |
|  |                                 |
|  | Moumouvirus goulettemassiliense |
|  |                                 |

| Moumouvirus moumou | \| \| Acanthamoeba polyphaga moumouvirus (ApMV) \| \| \| \| \| \| Saudi moumouvirus (SDMV) \| \| \| \| |
|                    | \| \| Acanthamoeba polyphaga moumouvirus (ApMV) \| \| \| \| \| \| Saudi moumouvirus (SDMV) \| \| \| \| |
|                    | „GCA.002966465.1.ASM296646v1“                                                                          |
|                    | |
|                    | Acanthamoeba polyphaga moumouvirus (ApMV)                                                              |
|                    | |
|                    | Saudi moumouvirus (SDMV)                                                                               |
|                    | |

|  | Acanthamoeba polyphaga moumouvirus (ApMV) |
|  |                                           |
|  | Saudi moumouvirus (SDMV)                  |
|  |                                           |

|  | Moumouvirus australiense        |
|  |                                 |
|  | Moumouvirus goulettemassiliense |
|  |                                 |

| Moumouvirus moumou | \| \| Acanthamoeba polyphaga moumouvirus (ApMV) \| \| \| \| \| \| Saudi moumouvirus (SDMV) \| \| \| \| |
|                    | \| \| Acanthamoeba polyphaga moumouvirus (ApMV) \| \| \| \| \| \| Saudi moumouvirus (SDMV) \| \| \| \| |
|                    | „GCA.002966465.1.ASM296646v1“                                                                          |
|                    | |
|                    | Acanthamoeba polyphaga moumouvirus (ApMV)                                                              |
|                    | |
|                    | Saudi moumouvirus (SDMV)                                                                               |
|                    | |

|  | Acanthamoeba polyphaga moumouvirus (ApMV) |
|  |                                           |
|  | Saudi moumouvirus (SDMV)                  |
|  |                                           |

|  | Moumouvirus australiense        |
|  |                                 |
|  | Moumouvirus goulettemassiliense |
|  |                                 |

| Moumouvirus moumou | \| \| Acanthamoeba polyphaga moumouvirus (ApMV) \| \| \| \| \| \| Saudi moumouvirus (SDMV) \| \| \| \| |
|                    | \| \| Acanthamoeba polyphaga moumouvirus (ApMV) \| \| \| \| \| \| Saudi moumouvirus (SDMV) \| \| \| \| |
|                    | „GCA.002966465.1.ASM296646v1“                                                                          |
|                    | |
|                    | Acanthamoeba polyphaga moumouvirus (ApMV)                                                              |
|                    | |
|                    | Saudi moumouvirus (SDMV)                                                                               |
|                    | |

|  | Acanthamoeba polyphaga moumouvirus (ApMV) |
|  |                                           |
|  | Saudi moumouvirus (SDMV)                  |
|  |                                           |

|  | Cotonvirus          |
|  |                     |
|  | Mimivirus (Linie A) |
|  |                     |

|  | Moumouvirus australiense        |
|  |                                 |
|  | Moumouvirus goulettemassiliense |
|  |                                 |

| Moumouvirus moumou | \| \| Acanthamoeba polyphaga moumouvirus (ApMV) \| \| \| \| \| \| Saudi moumouvirus (SDMV) \| \| \| \| |
|                    | \| \| Acanthamoeba polyphaga moumouvirus (ApMV) \| \| \| \| \| \| Saudi moumouvirus (SDMV) \| \| \| \| |
|                    | „GCA.002966465.1.ASM296646v1“                                                                          |
|                    | |
|                    | Acanthamoeba polyphaga moumouvirus (ApMV)                                                              |
|                    | |
|                    | Saudi moumouvirus (SDMV)                                                                               |
|                    | |

|  | Acanthamoeba polyphaga moumouvirus (ApMV) |
|  |                                           |
|  | Saudi moumouvirus (SDMV)                  |
|  |                                           |

|  | Moumouvirus australiense        |
|  |                                 |
|  | Moumouvirus goulettemassiliense |
|  |                                 |

| Moumouvirus moumou | \| \| Acanthamoeba polyphaga moumouvirus (ApMV) \| \| \| \| \| \| Saudi moumouvirus (SDMV) \| \| \| \| |
|                    | \| \| Acanthamoeba polyphaga moumouvirus (ApMV) \| \| \| \| \| \| Saudi moumouvirus (SDMV) \| \| \| \| |
|                    | „GCA.002966465.1.ASM296646v1“                                                                          |
|                    | |
|                    | Acanthamoeba polyphaga moumouvirus (ApMV)                                                              |
|                    | |
|                    | Saudi moumouvirus (SDMV)                                                                               |
|                    | |

|  | Acanthamoeba polyphaga moumouvirus (ApMV) |
|  |                                           |
|  | Saudi moumouvirus (SDMV)                  |
|  |                                           |

|  | Moumouvirus australiense        |
|  |                                 |
|  | Moumouvirus goulettemassiliense |
|  |                                 |

| Moumouvirus moumou | \| \| Acanthamoeba polyphaga moumouvirus (ApMV) \| \| \| \| \| \| Saudi moumouvirus (SDMV) \| \| \| \| |
|                    | \| \| Acanthamoeba polyphaga moumouvirus (ApMV) \| \| \| \| \| \| Saudi moumouvirus (SDMV) \| \| \| \| |
|                    | „GCA.002966465.1.ASM296646v1“                                                                          |
|                    | |
|                    | Acanthamoeba polyphaga moumouvirus (ApMV)                                                              |
|                    | |
|                    | Saudi moumouvirus (SDMV)                                                                               |
|                    | |

|  | Acanthamoeba polyphaga moumouvirus (ApMV) |
|  |                                           |
|  | Saudi moumouvirus (SDMV)                  |
|  |                                           |

|  | Moumouvirus australiense        |
|  |                                 |
|  | Moumouvirus goulettemassiliense |
|  |                                 |

| Moumouvirus moumou | \| \| Acanthamoeba polyphaga moumouvirus (ApMV) \| \| \| \| \| \| Saudi moumouvirus (SDMV) \| \| \| \| |
|                    | \| \| Acanthamoeba polyphaga moumouvirus (ApMV) \| \| \| \| \| \| Saudi moumouvirus (SDMV) \| \| \| \| |
|                    | „GCA.002966465.1.ASM296646v1“                                                                          |
|                    | |
|                    | Acanthamoeba polyphaga moumouvirus (ApMV)                                                              |
|                    | |
|                    | Saudi moumouvirus (SDMV)                                                                               |
|                    | |

|  | Acanthamoeba polyphaga moumouvirus (ApMV) |
|  |                                           |
|  | Saudi moumouvirus (SDMV)                  |
|  |                                           |

|  | Moumouvirus australiense        |
|  |                                 |
|  | Moumouvirus goulettemassiliense |
|  |                                 |

| Moumouvirus moumou | \| \| Acanthamoeba polyphaga moumouvirus (ApMV) \| \| \| \| \| \| Saudi moumouvirus (SDMV) \| \| \| \| |
|                    | \| \| Acanthamoeba polyphaga moumouvirus (ApMV) \| \| \| \| \| \| Saudi moumouvirus (SDMV) \| \| \| \| |
|                    | „GCA.002966465.1.ASM296646v1“                                                                          |
|                    | |
|                    | Acanthamoeba polyphaga moumouvirus (ApMV)                                                              |
|                    | |
|                    | Saudi moumouvirus (SDMV)                                                                               |
|                    | |

|  | Acanthamoeba polyphaga moumouvirus (ApMV) |
|  |                                           |
|  | Saudi moumouvirus (SDMV)                  |
|  |                                           |

|  | Moumouvirus australiense        |
|  |                                 |
|  | Moumouvirus goulettemassiliense |
|  |                                 |

| Moumouvirus moumou | \| \| Acanthamoeba polyphaga moumouvirus (ApMV) \| \| \| \| \| \| Saudi moumouvirus (SDMV) \| \| \| \| |
|                    | \| \| Acanthamoeba polyphaga moumouvirus (ApMV) \| \| \| \| \| \| Saudi moumouvirus (SDMV) \| \| \| \| |
|                    | „GCA.002966465.1.ASM296646v1“                                                                          |
|                    | |
|                    | Acanthamoeba polyphaga moumouvirus (ApMV)                                                              |
|                    | |
|                    | Saudi moumouvirus (SDMV)                                                                               |
|                    | |

|  | Acanthamoeba polyphaga moumouvirus (ApMV) |
|  |                                           |
|  | Saudi moumouvirus (SDMV)                  |
|  |                                           |

|  | Moumouvirus australiense        |
|  |                                 |
|  | Moumouvirus goulettemassiliense |
|  |                                 |

| Moumouvirus moumou | \| \| Acanthamoeba polyphaga moumouvirus (ApMV) \| \| \| \| \| \| Saudi moumouvirus (SDMV) \| \| \| \| |
|                    | \| \| Acanthamoeba polyphaga moumouvirus (ApMV) \| \| \| \| \| \| Saudi moumouvirus (SDMV) \| \| \| \| |
|                    | „GCA.002966465.1.ASM296646v1“                                                                          |
|                    | |
|                    | Acanthamoeba polyphaga moumouvirus (ApMV)                                                              |
|                    | |
|                    | Saudi moumouvirus (SDMV)                                                                               |
|                    | |

|  | Acanthamoeba polyphaga moumouvirus (ApMV) |
|  |                                           |
|  | Saudi moumouvirus (SDMV)                  |
|  |                                           |

|  | Moumouvirus australiense        |
|  |                                 |
|  | Moumouvirus goulettemassiliense |
|  |                                 |

| Moumouvirus moumou | \| \| Acanthamoeba polyphaga moumouvirus (ApMV) \| \| \| \| \| \| Saudi moumouvirus (SDMV) \| \| \| \| |
|                    | \| \| Acanthamoeba polyphaga moumouvirus (ApMV) \| \| \| \| \| \| Saudi moumouvirus (SDMV) \| \| \| \| |
|                    | „GCA.002966465.1.ASM296646v1“                                                                          |
|                    | |
|                    | Acanthamoeba polyphaga moumouvirus (ApMV)                                                              |
|                    | |
|                    | Saudi moumouvirus (SDMV)                                                                               |
|                    | |

|  | Acanthamoeba polyphaga moumouvirus (ApMV) |
|  |                                           |
|  | Saudi moumouvirus (SDMV)                  |
|  |                                           |

|  | Cotonvirus          |
|  |                     |
|  | Mimivirus (Linie A) |
|  |                     |

|  | Moumouvirus australiense        |
|  |                                 |
|  | Moumouvirus goulettemassiliense |
|  |                                 |

| Moumouvirus moumou | \| \| Acanthamoeba polyphaga moumouvirus (ApMV) \| \| \| \| \| \| Saudi moumouvirus (SDMV) \| \| \| \| |
|                    | \| \| Acanthamoeba polyphaga moumouvirus (ApMV) \| \| \| \| \| \| Saudi moumouvirus (SDMV) \| \| \| \| |
|                    | „GCA.002966465.1.ASM296646v1“                                                                          |
|                    | |
|                    | Acanthamoeba polyphaga moumouvirus (ApMV)                                                              |
|                    | |
|                    | Saudi moumouvirus (SDMV)                                                                               |
|                    | |

|  | Acanthamoeba polyphaga moumouvirus (ApMV) |
|  |                                           |
|  | Saudi moumouvirus (SDMV)                  |
|  |                                           |

|  | Moumouvirus australiense        |
|  |                                 |
|  | Moumouvirus goulettemassiliense |
|  |                                 |

| Moumouvirus moumou | \| \| Acanthamoeba polyphaga moumouvirus (ApMV) \| \| \| \| \| \| Saudi moumouvirus (SDMV) \| \| \| \| |
|                    | \| \| Acanthamoeba polyphaga moumouvirus (ApMV) \| \| \| \| \| \| Saudi moumouvirus (SDMV) \| \| \| \| |
|                    | „GCA.002966465.1.ASM296646v1“                                                                          |
|                    | |
|                    | Acanthamoeba polyphaga moumouvirus (ApMV)                                                              |
|                    | |
|                    | Saudi moumouvirus (SDMV)                                                                               |
|                    | |

|  | Acanthamoeba polyphaga moumouvirus (ApMV) |
|  |                                           |
|  | Saudi moumouvirus (SDMV)                  |
|  |                                           |

|  | Moumouvirus australiense        |
|  |                                 |
|  | Moumouvirus goulettemassiliense |
|  |                                 |

| Moumouvirus moumou | \| \| Acanthamoeba polyphaga moumouvirus (ApMV) \| \| \| \| \| \| Saudi moumouvirus (SDMV) \| \| \| \| |
|                    | \| \| Acanthamoeba polyphaga moumouvirus (ApMV) \| \| \| \| \| \| Saudi moumouvirus (SDMV) \| \| \| \| |
|                    | „GCA.002966465.1.ASM296646v1“                                                                          |
|                    | |
|                    | Acanthamoeba polyphaga moumouvirus (ApMV)                                                              |
|                    | |
|                    | Saudi moumouvirus (SDMV)                                                                               |
|                    | |

|  | Acanthamoeba polyphaga moumouvirus (ApMV) |
|  |                                           |
|  | Saudi moumouvirus (SDMV)                  |
|  |                                           |

|  | Moumouvirus australiense        |
|  |                                 |
|  | Moumouvirus goulettemassiliense |
|  |                                 |

| Moumouvirus moumou | \| \| Acanthamoeba polyphaga moumouvirus (ApMV) \| \| \| \| \| \| Saudi moumouvirus (SDMV) \| \| \| \| |
|                    | \| \| Acanthamoeba polyphaga moumouvirus (ApMV) \| \| \| \| \| \| Saudi moumouvirus (SDMV) \| \| \| \| |
|                    | „GCA.002966465.1.ASM296646v1“                                                                          |
|                    | |
|                    | Acanthamoeba polyphaga moumouvirus (ApMV)                                                              |
|                    | |
|                    | Saudi moumouvirus (SDMV)                                                                               |
|                    | |

|  | Acanthamoeba polyphaga moumouvirus (ApMV) |
|  |                                           |
|  | Saudi moumouvirus (SDMV)                  |
|  |                                           |

|  | Moumouvirus australiense        |
|  |                                 |
|  | Moumouvirus goulettemassiliense |
|  |                                 |

| Moumouvirus moumou | \| \| Acanthamoeba polyphaga moumouvirus (ApMV) \| \| \| \| \| \| Saudi moumouvirus (SDMV) \| \| \| \| |
|                    | \| \| Acanthamoeba polyphaga moumouvirus (ApMV) \| \| \| \| \| \| Saudi moumouvirus (SDMV) \| \| \| \| |
|                    | „GCA.002966465.1.ASM296646v1“                                                                          |
|                    | |
|                    | Acanthamoeba polyphaga moumouvirus (ApMV)                                                              |
|                    | |
|                    | Saudi moumouvirus (SDMV)                                                                               |
|                    | |

|  | Acanthamoeba polyphaga moumouvirus (ApMV) |
|  |                                           |
|  | Saudi moumouvirus (SDMV)                  |
|  |                                           |

|  | Moumouvirus australiense        |
|  |                                 |
|  | Moumouvirus goulettemassiliense |
|  |                                 |

| Moumouvirus moumou | \| \| Acanthamoeba polyphaga moumouvirus (ApMV) \| \| \| \| \| \| Saudi moumouvirus (SDMV) \| \| \| \| |
|                    | \| \| Acanthamoeba polyphaga moumouvirus (ApMV) \| \| \| \| \| \| Saudi moumouvirus (SDMV) \| \| \| \| |
|                    | „GCA.002966465.1.ASM296646v1“                                                                          |
|                    | |
|                    | Acanthamoeba polyphaga moumouvirus (ApMV)                                                              |
|                    | |
|                    | Saudi moumouvirus (SDMV)                                                                               |
|                    | |

|  | Acanthamoeba polyphaga moumouvirus (ApMV) |
|  |                                           |
|  | Saudi moumouvirus (SDMV)                  |
|  |                                           |

|  | Moumouvirus australiense        |
|  |                                 |
|  | Moumouvirus goulettemassiliense |
|  |                                 |

| Moumouvirus moumou | \| \| Acanthamoeba polyphaga moumouvirus (ApMV) \| \| \| \| \| \| Saudi moumouvirus (SDMV) \| \| \| \| |
|                    | \| \| Acanthamoeba polyphaga moumouvirus (ApMV) \| \| \| \| \| \| Saudi moumouvirus (SDMV) \| \| \| \| |
|                    | „GCA.002966465.1.ASM296646v1“                                                                          |
|                    | |
|                    | Acanthamoeba polyphaga moumouvirus (ApMV)                                                              |
|                    | |
|                    | Saudi moumouvirus (SDMV)                                                                               |
|                    | |

|  | Acanthamoeba polyphaga moumouvirus (ApMV) |
|  |                                           |
|  | Saudi moumouvirus (SDMV)                  |
|  |                                           |

|  | Moumouvirus australiense        |
|  |                                 |
|  | Moumouvirus goulettemassiliense |
|  |                                 |

| Moumouvirus moumou | \| \| Acanthamoeba polyphaga moumouvirus (ApMV) \| \| \| \| \| \| Saudi moumouvirus (SDMV) \| \| \| \| |
|                    | \| \| Acanthamoeba polyphaga moumouvirus (ApMV) \| \| \| \| \| \| Saudi moumouvirus (SDMV) \| \| \| \| |
|                    | „GCA.002966465.1.ASM296646v1“                                                                          |
|                    | |
|                    | Acanthamoeba polyphaga moumouvirus (ApMV)                                                              |
|                    | |
|                    | Saudi moumouvirus (SDMV)                                                                               |
|                    | |

|  | Acanthamoeba polyphaga moumouvirus (ApMV) |
|  |                                           |
|  | Saudi moumouvirus (SDMV)                  |
|  |                                           |

|  | Cotonvirus          |
|  |                     |
|  | Mimivirus (Linie A) |
|  |                     |

|  | Moumouvirus australiense        |
|  |                                 |
|  | Moumouvirus goulettemassiliense |
|  |                                 |

| Moumouvirus moumou | \| \| Acanthamoeba polyphaga moumouvirus (ApMV) \| \| \| \| \| \| Saudi moumouvirus (SDMV) \| \| \| \| |
|                    | \| \| Acanthamoeba polyphaga moumouvirus (ApMV) \| \| \| \| \| \| Saudi moumouvirus (SDMV) \| \| \| \| |
|                    | „GCA.002966465.1.ASM296646v1“                                                                          |
|                    | |
|                    | Acanthamoeba polyphaga moumouvirus (ApMV)                                                              |
|                    | |
|                    | Saudi moumouvirus (SDMV)                                                                               |
|                    | |

|  | Acanthamoeba polyphaga moumouvirus (ApMV) |
|  |                                           |
|  | Saudi moumouvirus (SDMV)                  |
|  |                                           |

|  | Moumouvirus australiense        |
|  |                                 |
|  | Moumouvirus goulettemassiliense |
|  |                                 |

| Moumouvirus moumou | \| \| Acanthamoeba polyphaga moumouvirus (ApMV) \| \| \| \| \| \| Saudi moumouvirus (SDMV) \| \| \| \| |
|                    | \| \| Acanthamoeba polyphaga moumouvirus (ApMV) \| \| \| \| \| \| Saudi moumouvirus (SDMV) \| \| \| \| |
|                    | „GCA.002966465.1.ASM296646v1“                                                                          |
|                    | |
|                    | Acanthamoeba polyphaga moumouvirus (ApMV)                                                              |
|                    | |
|                    | Saudi moumouvirus (SDMV)                                                                               |
|                    | |

|  | Acanthamoeba polyphaga moumouvirus (ApMV) |
|  |                                           |
|  | Saudi moumouvirus (SDMV)                  |
|  |                                           |

|  | Moumouvirus australiense        |
|  |                                 |
|  | Moumouvirus goulettemassiliense |
|  |                                 |

| Moumouvirus moumou | \| \| Acanthamoeba polyphaga moumouvirus (ApMV) \| \| \| \| \| \| Saudi moumouvirus (SDMV) \| \| \| \| |
|                    | \| \| Acanthamoeba polyphaga moumouvirus (ApMV) \| \| \| \| \| \| Saudi moumouvirus (SDMV) \| \| \| \| |
|                    | „GCA.002966465.1.ASM296646v1“                                                                          |
|                    | |
|                    | Acanthamoeba polyphaga moumouvirus (ApMV)                                                              |
|                    | |
|                    | Saudi moumouvirus (SDMV)                                                                               |
|                    | |

|  | Acanthamoeba polyphaga moumouvirus (ApMV) |
|  |                                           |
|  | Saudi moumouvirus (SDMV)                  |
|  |                                           |

|  | Moumouvirus australiense        |
|  |                                 |
|  | Moumouvirus goulettemassiliense |
|  |                                 |

| Moumouvirus moumou | \| \| Acanthamoeba polyphaga moumouvirus (ApMV) \| \| \| \| \| \| Saudi moumouvirus (SDMV) \| \| \| \| |
|                    | \| \| Acanthamoeba polyphaga moumouvirus (ApMV) \| \| \| \| \| \| Saudi moumouvirus (SDMV) \| \| \| \| |
|                    | „GCA.002966465.1.ASM296646v1“                                                                          |
|                    | |
|                    | Acanthamoeba polyphaga moumouvirus (ApMV)                                                              |
|                    | |
|                    | Saudi moumouvirus (SDMV)                                                                               |
|                    | |

|  | Acanthamoeba polyphaga moumouvirus (ApMV) |
|  |                                           |
|  | Saudi moumouvirus (SDMV)                  |
|  |                                           |

|  | Moumouvirus australiense        |
|  |                                 |
|  | Moumouvirus goulettemassiliense |
|  |                                 |

| Moumouvirus moumou | \| \| Acanthamoeba polyphaga moumouvirus (ApMV) \| \| \| \| \| \| Saudi moumouvirus (SDMV) \| \| \| \| |
|                    | \| \| Acanthamoeba polyphaga moumouvirus (ApMV) \| \| \| \| \| \| Saudi moumouvirus (SDMV) \| \| \| \| |
|                    | „GCA.002966465.1.ASM296646v1“                                                                          |
|                    | |
|                    | Acanthamoeba polyphaga moumouvirus (ApMV)                                                              |
|                    | |
|                    | Saudi moumouvirus (SDMV)                                                                               |
|                    | |

|  | Acanthamoeba polyphaga moumouvirus (ApMV) |
|  |                                           |
|  | Saudi moumouvirus (SDMV)                  |
|  |                                           |

|  | Moumouvirus australiense        |
|  |                                 |
|  | Moumouvirus goulettemassiliense |
|  |                                 |

| Moumouvirus moumou | \| \| Acanthamoeba polyphaga moumouvirus (ApMV) \| \| \| \| \| \| Saudi moumouvirus (SDMV) \| \| \| \| |
|                    | \| \| Acanthamoeba polyphaga moumouvirus (ApMV) \| \| \| \| \| \| Saudi moumouvirus (SDMV) \| \| \| \| |
|                    | „GCA.002966465.1.ASM296646v1“                                                                          |
|                    | |
|                    | Acanthamoeba polyphaga moumouvirus (ApMV)                                                              |
|                    | |
|                    | Saudi moumouvirus (SDMV)                                                                               |
|                    | |

|  | Acanthamoeba polyphaga moumouvirus (ApMV) |
|  |                                           |
|  | Saudi moumouvirus (SDMV)                  |
|  |                                           |

|  | Moumouvirus australiense        |
|  |                                 |
|  | Moumouvirus goulettemassiliense |
|  |                                 |

| Moumouvirus moumou | \| \| Acanthamoeba polyphaga moumouvirus (ApMV) \| \| \| \| \| \| Saudi moumouvirus (SDMV) \| \| \| \| |
|                    | \| \| Acanthamoeba polyphaga moumouvirus (ApMV) \| \| \| \| \| \| Saudi moumouvirus (SDMV) \| \| \| \| |
|                    | „GCA.002966465.1.ASM296646v1“                                                                          |
|                    | |
|                    | Acanthamoeba polyphaga moumouvirus (ApMV)                                                              |
|                    | |
|                    | Saudi moumouvirus (SDMV)                                                                               |
|                    | |

|  | Acanthamoeba polyphaga moumouvirus (ApMV) |
|  |                                           |
|  | Saudi moumouvirus (SDMV)                  |
|  |                                           |

|  | Moumouvirus australiense        |
|  |                                 |
|  | Moumouvirus goulettemassiliense |
|  |                                 |

| Moumouvirus moumou | \| \| Acanthamoeba polyphaga moumouvirus (ApMV) \| \| \| \| \| \| Saudi moumouvirus (SDMV) \| \| \| \| |
|                    | \| \| Acanthamoeba polyphaga moumouvirus (ApMV) \| \| \| \| \| \| Saudi moumouvirus (SDMV) \| \| \| \| |
|                    | „GCA.002966465.1.ASM296646v1“                                                                          |
|                    | |
|                    | Acanthamoeba polyphaga moumouvirus (ApMV)                                                              |
|                    | |
|                    | Saudi moumouvirus (SDMV)                                                                               |
|                    | |

|  | Acanthamoeba polyphaga moumouvirus (ApMV) |
|  |                                           |
|  | Saudi moumouvirus (SDMV)                  |
|  |                                           |

|  | Cotonvirus          |
|  |                     |
|  | Mimivirus (Linie A) |
|  |                     |

|  | Moumouvirus australiense        |
|  |                                 |
|  | Moumouvirus goulettemassiliense |
|  |                                 |

| Moumouvirus moumou | \| \| Acanthamoeba polyphaga moumouvirus (ApMV) \| \| \| \| \| \| Saudi moumouvirus (SDMV) \| \| \| \| |
|                    | \| \| Acanthamoeba polyphaga moumouvirus (ApMV) \| \| \| \| \| \| Saudi moumouvirus (SDMV) \| \| \| \| |
|                    | „GCA.002966465.1.ASM296646v1“                                                                          |
|                    | |
|                    | Acanthamoeba polyphaga moumouvirus (ApMV)                                                              |
|                    | |
|                    | Saudi moumouvirus (SDMV)                                                                               |
|                    | |

|  | Acanthamoeba polyphaga moumouvirus (ApMV) |
|  |                                           |
|  | Saudi moumouvirus (SDMV)                  |
|  |                                           |

|  | Moumouvirus australiense        |
|  |                                 |
|  | Moumouvirus goulettemassiliense |
|  |                                 |

| Moumouvirus moumou | \| \| Acanthamoeba polyphaga moumouvirus (ApMV) \| \| \| \| \| \| Saudi moumouvirus (SDMV) \| \| \| \| |
|                    | \| \| Acanthamoeba polyphaga moumouvirus (ApMV) \| \| \| \| \| \| Saudi moumouvirus (SDMV) \| \| \| \| |
|                    | „GCA.002966465.1.ASM296646v1“                                                                          |
|                    | |
|                    | Acanthamoeba polyphaga moumouvirus (ApMV)                                                              |
|                    | |
|                    | Saudi moumouvirus (SDMV)                                                                               |
|                    | |

|  | Acanthamoeba polyphaga moumouvirus (ApMV) |
|  |                                           |
|  | Saudi moumouvirus (SDMV)                  |
|  |                                           |

|  | Moumouvirus australiense        |
|  |                                 |
|  | Moumouvirus goulettemassiliense |
|  |                                 |

| Moumouvirus moumou | \| \| Acanthamoeba polyphaga moumouvirus (ApMV) \| \| \| \| \| \| Saudi moumouvirus (SDMV) \| \| \| \| |
|                    | \| \| Acanthamoeba polyphaga moumouvirus (ApMV) \| \| \| \| \| \| Saudi moumouvirus (SDMV) \| \| \| \| |
|                    | „GCA.002966465.1.ASM296646v1“                                                                          |
|                    | |
|                    | Acanthamoeba polyphaga moumouvirus (ApMV)                                                              |
|                    | |
|                    | Saudi moumouvirus (SDMV)                                                                               |
|                    | |

|  | Acanthamoeba polyphaga moumouvirus (ApMV) |
|  |                                           |
|  | Saudi moumouvirus (SDMV)                  |
|  |                                           |

|  | Moumouvirus australiense        |
|  |                                 |
|  | Moumouvirus goulettemassiliense |
|  |                                 |

| Moumouvirus moumou | \| \| Acanthamoeba polyphaga moumouvirus (ApMV) \| \| \| \| \| \| Saudi moumouvirus (SDMV) \| \| \| \| |
|                    | \| \| Acanthamoeba polyphaga moumouvirus (ApMV) \| \| \| \| \| \| Saudi moumouvirus (SDMV) \| \| \| \| |
|                    | „GCA.002966465.1.ASM296646v1“                                                                          |
|                    | |
|                    | Acanthamoeba polyphaga moumouvirus (ApMV)                                                              |
|                    | |
|                    | Saudi moumouvirus (SDMV)                                                                               |
|                    | |

|  | Acanthamoeba polyphaga moumouvirus (ApMV) |
|  |                                           |
|  | Saudi moumouvirus (SDMV)                  |
|  |                                           |

|  | Moumouvirus australiense        |
|  |                                 |
|  | Moumouvirus goulettemassiliense |
|  |                                 |

| Moumouvirus moumou | \| \| Acanthamoeba polyphaga moumouvirus (ApMV) \| \| \| \| \| \| Saudi moumouvirus (SDMV) \| \| \| \| |
|                    | \| \| Acanthamoeba polyphaga moumouvirus (ApMV) \| \| \| \| \| \| Saudi moumouvirus (SDMV) \| \| \| \| |
|                    | „GCA.002966465.1.ASM296646v1“                                                                          |
|                    | |
|                    | Acanthamoeba polyphaga moumouvirus (ApMV)                                                              |
|                    | |
|                    | Saudi moumouvirus (SDMV)                                                                               |
|                    | |

|  | Acanthamoeba polyphaga moumouvirus (ApMV) |
|  |                                           |
|  | Saudi moumouvirus (SDMV)                  |
|  |                                           |

|  | Moumouvirus australiense        |
|  |                                 |
|  | Moumouvirus goulettemassiliense |
|  |                                 |

| Moumouvirus moumou | \| \| Acanthamoeba polyphaga moumouvirus (ApMV) \| \| \| \| \| \| Saudi moumouvirus (SDMV) \| \| \| \| |
|                    | \| \| Acanthamoeba polyphaga moumouvirus (ApMV) \| \| \| \| \| \| Saudi moumouvirus (SDMV) \| \| \| \| |
|                    | „GCA.002966465.1.ASM296646v1“                                                                          |
|                    | |
|                    | Acanthamoeba polyphaga moumouvirus (ApMV)                                                              |
|                    | |
|                    | Saudi moumouvirus (SDMV)                                                                               |
|                    | |

|  | Acanthamoeba polyphaga moumouvirus (ApMV) |
|  |                                           |
|  | Saudi moumouvirus (SDMV)                  |
|  |                                           |

|  | Moumouvirus australiense        |
|  |                                 |
|  | Moumouvirus goulettemassiliense |
|  |                                 |

| Moumouvirus moumou | \| \| Acanthamoeba polyphaga moumouvirus (ApMV) \| \| \| \| \| \| Saudi moumouvirus (SDMV) \| \| \| \| |
|                    | \| \| Acanthamoeba polyphaga moumouvirus (ApMV) \| \| \| \| \| \| Saudi moumouvirus (SDMV) \| \| \| \| |
|                    | „GCA.002966465.1.ASM296646v1“                                                                          |
|                    | |
|                    | Acanthamoeba polyphaga moumouvirus (ApMV)                                                              |
|                    | |
|                    | Saudi moumouvirus (SDMV)                                                                               |
|                    | |

|  | Acanthamoeba polyphaga moumouvirus (ApMV) |
|  |                                           |
|  | Saudi moumouvirus (SDMV)                  |
|  |                                           |

|  | Moumouvirus australiense        |
|  |                                 |
|  | Moumouvirus goulettemassiliense |
|  |                                 |

| Moumouvirus moumou | \| \| Acanthamoeba polyphaga moumouvirus (ApMV) \| \| \| \| \| \| Saudi moumouvirus (SDMV) \| \| \| \| |
|                    | \| \| Acanthamoeba polyphaga moumouvirus (ApMV) \| \| \| \| \| \| Saudi moumouvirus (SDMV) \| \| \| \| |
|                    | „GCA.002966465.1.ASM296646v1“                                                                          |
|                    | |
|                    | Acanthamoeba polyphaga moumouvirus (ApMV)                                                              |
|                    | |
|                    | Saudi moumouvirus (SDMV)                                                                               |
|                    | |

|  | Acanthamoeba polyphaga moumouvirus (ApMV) |
|  |                                           |
|  | Saudi moumouvirus (SDMV)                  |
|  |                                           |

|  | Cotonvirus          |
|  |                     |
|  | Mimivirus (Linie A) |
|  |                     |

|  | Moumouvirus australiense        |
|  |                                 |
|  | Moumouvirus goulettemassiliense |
|  |                                 |

| Moumouvirus moumou | \| \| Acanthamoeba polyphaga moumouvirus (ApMV) \| \| \| \| \| \| Saudi moumouvirus (SDMV) \| \| \| \| |
|                    | \| \| Acanthamoeba polyphaga moumouvirus (ApMV) \| \| \| \| \| \| Saudi moumouvirus (SDMV) \| \| \| \| |
|                    | „GCA.002966465.1.ASM296646v1“                                                                          |
|                    | |
|                    | Acanthamoeba polyphaga moumouvirus (ApMV)                                                              |
|                    | |
|                    | Saudi moumouvirus (SDMV)                                                                               |
|                    | |

|  | Acanthamoeba polyphaga moumouvirus (ApMV) |
|  |                                           |
|  | Saudi moumouvirus (SDMV)                  |
|  |                                           |

|  | Moumouvirus australiense        |
|  |                                 |
|  | Moumouvirus goulettemassiliense |
|  |                                 |

| Moumouvirus moumou | \| \| Acanthamoeba polyphaga moumouvirus (ApMV) \| \| \| \| \| \| Saudi moumouvirus (SDMV) \| \| \| \| |
|                    | \| \| Acanthamoeba polyphaga moumouvirus (ApMV) \| \| \| \| \| \| Saudi moumouvirus (SDMV) \| \| \| \| |
|                    | „GCA.002966465.1.ASM296646v1“                                                                          |
|                    | |
|                    | Acanthamoeba polyphaga moumouvirus (ApMV)                                                              |
|                    | |
|                    | Saudi moumouvirus (SDMV)                                                                               |
|                    | |

|  | Acanthamoeba polyphaga moumouvirus (ApMV) |
|  |                                           |
|  | Saudi moumouvirus (SDMV)                  |
|  |                                           |

|  | Moumouvirus australiense        |
|  |                                 |
|  | Moumouvirus goulettemassiliense |
|  |                                 |

| Moumouvirus moumou | \| \| Acanthamoeba polyphaga moumouvirus (ApMV) \| \| \| \| \| \| Saudi moumouvirus (SDMV) \| \| \| \| |
|                    | \| \| Acanthamoeba polyphaga moumouvirus (ApMV) \| \| \| \| \| \| Saudi moumouvirus (SDMV) \| \| \| \| |
|                    | „GCA.002966465.1.ASM296646v1“                                                                          |
|                    | |
|                    | Acanthamoeba polyphaga moumouvirus (ApMV)                                                              |
|                    | |
|                    | Saudi moumouvirus (SDMV)                                                                               |
|                    | |

|  | Acanthamoeba polyphaga moumouvirus (ApMV) |
|  |                                           |
|  | Saudi moumouvirus (SDMV)                  |
|  |                                           |

|  | Moumouvirus australiense        |
|  |                                 |
|  | Moumouvirus goulettemassiliense |
|  |                                 |

| Moumouvirus moumou | \| \| Acanthamoeba polyphaga moumouvirus (ApMV) \| \| \| \| \| \| Saudi moumouvirus (SDMV) \| \| \| \| |
|                    | \| \| Acanthamoeba polyphaga moumouvirus (ApMV) \| \| \| \| \| \| Saudi moumouvirus (SDMV) \| \| \| \| |
|                    | „GCA.002966465.1.ASM296646v1“                                                                          |
|                    | |
|                    | Acanthamoeba polyphaga moumouvirus (ApMV)                                                              |
|                    | |
|                    | Saudi moumouvirus (SDMV)                                                                               |
|                    | |

|  | Acanthamoeba polyphaga moumouvirus (ApMV) |
|  |                                           |
|  | Saudi moumouvirus (SDMV)                  |
|  |                                           |

|  | Moumouvirus australiense        |
|  |                                 |
|  | Moumouvirus goulettemassiliense |
|  |                                 |

| Moumouvirus moumou | \| \| Acanthamoeba polyphaga moumouvirus (ApMV) \| \| \| \| \| \| Saudi moumouvirus (SDMV) \| \| \| \| |
|                    | \| \| Acanthamoeba polyphaga moumouvirus (ApMV) \| \| \| \| \| \| Saudi moumouvirus (SDMV) \| \| \| \| |
|                    | „GCA.002966465.1.ASM296646v1“                                                                          |
|                    | |
|                    | Acanthamoeba polyphaga moumouvirus (ApMV)                                                              |
|                    | |
|                    | Saudi moumouvirus (SDMV)                                                                               |
|                    | |

|  | Acanthamoeba polyphaga moumouvirus (ApMV) |
|  |                                           |
|  | Saudi moumouvirus (SDMV)                  |
|  |                                           |

|  | Moumouvirus australiense        |
|  |                                 |
|  | Moumouvirus goulettemassiliense |
|  |                                 |

| Moumouvirus moumou | \| \| Acanthamoeba polyphaga moumouvirus (ApMV) \| \| \| \| \| \| Saudi moumouvirus (SDMV) \| \| \| \| |
|                    | \| \| Acanthamoeba polyphaga moumouvirus (ApMV) \| \| \| \| \| \| Saudi moumouvirus (SDMV) \| \| \| \| |
|                    | „GCA.002966465.1.ASM296646v1“                                                                          |
|                    | |
|                    | Acanthamoeba polyphaga moumouvirus (ApMV)                                                              |
|                    | |
|                    | Saudi moumouvirus (SDMV)                                                                               |
|                    | |

|  | Acanthamoeba polyphaga moumouvirus (ApMV) |
|  |                                           |
|  | Saudi moumouvirus (SDMV)                  |
|  |                                           |

|  | Moumouvirus australiense        |
|  |                                 |
|  | Moumouvirus goulettemassiliense |
|  |                                 |

| Moumouvirus moumou | \| \| Acanthamoeba polyphaga moumouvirus (ApMV) \| \| \| \| \| \| Saudi moumouvirus (SDMV) \| \| \| \| |
|                    | \| \| Acanthamoeba polyphaga moumouvirus (ApMV) \| \| \| \| \| \| Saudi moumouvirus (SDMV) \| \| \| \| |
|                    | „GCA.002966465.1.ASM296646v1“                                                                          |
|                    | |
|                    | Acanthamoeba polyphaga moumouvirus (ApMV)                                                              |
|                    | |
|                    | Saudi moumouvirus (SDMV)                                                                               |
|                    | |

|  | Acanthamoeba polyphaga moumouvirus (ApMV) |
|  |                                           |
|  | Saudi moumouvirus (SDMV)                  |
|  |                                           |

|  | Moumouvirus australiense        |
|  |                                 |
|  | Moumouvirus goulettemassiliense |
|  |                                 |

| Moumouvirus moumou | \| \| Acanthamoeba polyphaga moumouvirus (ApMV) \| \| \| \| \| \| Saudi moumouvirus (SDMV) \| \| \| \| |
|                    | \| \| Acanthamoeba polyphaga moumouvirus (ApMV) \| \| \| \| \| \| Saudi moumouvirus (SDMV) \| \| \| \| |
|                    | „GCA.002966465.1.ASM296646v1“                                                                          |
|                    | |
|                    | Acanthamoeba polyphaga moumouvirus (ApMV)                                                              |
|                    | |
|                    | Saudi moumouvirus (SDMV)                                                                               |
|                    | |

|  | Acanthamoeba polyphaga moumouvirus (ApMV) |
|  |                                           |
|  | Saudi moumouvirus (SDMV)                  |
|  |                                           |

|  | Cotonvirus          |
|  |                     |
|  | Mimivirus (Linie A) |
|  |                     |

|  | Moumouvirus australiense        |
|  |                                 |
|  | Moumouvirus goulettemassiliense |
|  |                                 |

| Moumouvirus moumou | \| \| Acanthamoeba polyphaga moumouvirus (ApMV) \| \| \| \| \| \| Saudi moumouvirus (SDMV) \| \| \| \| |
|                    | \| \| Acanthamoeba polyphaga moumouvirus (ApMV) \| \| \| \| \| \| Saudi moumouvirus (SDMV) \| \| \| \| |
|                    | „GCA.002966465.1.ASM296646v1“                                                                          |
|                    | |
|                    | Acanthamoeba polyphaga moumouvirus (ApMV)                                                              |
|                    | |
|                    | Saudi moumouvirus (SDMV)                                                                               |
|                    | |

|  | Acanthamoeba polyphaga moumouvirus (ApMV) |
|  |                                           |
|  | Saudi moumouvirus (SDMV)                  |
|  |                                           |

|  | Moumouvirus australiense        |
|  |                                 |
|  | Moumouvirus goulettemassiliense |
|  |                                 |

| Moumouvirus moumou | \| \| Acanthamoeba polyphaga moumouvirus (ApMV) \| \| \| \| \| \| Saudi moumouvirus (SDMV) \| \| \| \| |
|                    | \| \| Acanthamoeba polyphaga moumouvirus (ApMV) \| \| \| \| \| \| Saudi moumouvirus (SDMV) \| \| \| \| |
|                    | „GCA.002966465.1.ASM296646v1“                                                                          |
|                    | |
|                    | Acanthamoeba polyphaga moumouvirus (ApMV)                                                              |
|                    | |
|                    | Saudi moumouvirus (SDMV)                                                                               |
|                    | |

|  | Acanthamoeba polyphaga moumouvirus (ApMV) |
|  |                                           |
|  | Saudi moumouvirus (SDMV)                  |
|  |                                           |

|  | Moumouvirus australiense        |
|  |                                 |
|  | Moumouvirus goulettemassiliense |
|  |                                 |

| Moumouvirus moumou | \| \| Acanthamoeba polyphaga moumouvirus (ApMV) \| \| \| \| \| \| Saudi moumouvirus (SDMV) \| \| \| \| |
|                    | \| \| Acanthamoeba polyphaga moumouvirus (ApMV) \| \| \| \| \| \| Saudi moumouvirus (SDMV) \| \| \| \| |
|                    | „GCA.002966465.1.ASM296646v1“                                                                          |
|                    | |
|                    | Acanthamoeba polyphaga moumouvirus (ApMV)                                                              |
|                    | |
|                    | Saudi moumouvirus (SDMV)                                                                               |
|                    | |

|  | Acanthamoeba polyphaga moumouvirus (ApMV) |
|  |                                           |
|  | Saudi moumouvirus (SDMV)                  |
|  |                                           |

|  | Moumouvirus australiense        |
|  |                                 |
|  | Moumouvirus goulettemassiliense |
|  |                                 |

| Moumouvirus moumou | \| \| Acanthamoeba polyphaga moumouvirus (ApMV) \| \| \| \| \| \| Saudi moumouvirus (SDMV) \| \| \| \| |
|                    | \| \| Acanthamoeba polyphaga moumouvirus (ApMV) \| \| \| \| \| \| Saudi moumouvirus (SDMV) \| \| \| \| |
|                    | „GCA.002966465.1.ASM296646v1“                                                                          |
|                    | |
|                    | Acanthamoeba polyphaga moumouvirus (ApMV)                                                              |
|                    | |
|                    | Saudi moumouvirus (SDMV)                                                                               |
|                    | |

|  | Acanthamoeba polyphaga moumouvirus (ApMV) |
|  |                                           |
|  | Saudi moumouvirus (SDMV)                  |
|  |                                           |

|  | Moumouvirus australiense        |
|  |                                 |
|  | Moumouvirus goulettemassiliense |
|  |                                 |

| Moumouvirus moumou | \| \| Acanthamoeba polyphaga moumouvirus (ApMV) \| \| \| \| \| \| Saudi moumouvirus (SDMV) \| \| \| \| |
|                    | \| \| Acanthamoeba polyphaga moumouvirus (ApMV) \| \| \| \| \| \| Saudi moumouvirus (SDMV) \| \| \| \| |
|                    | „GCA.002966465.1.ASM296646v1“                                                                          |
|                    | |
|                    | Acanthamoeba polyphaga moumouvirus (ApMV)                                                              |
|                    | |
|                    | Saudi moumouvirus (SDMV)                                                                               |
|                    | |

|  | Acanthamoeba polyphaga moumouvirus (ApMV) |
|  |                                           |
|  | Saudi moumouvirus (SDMV)                  |
|  |                                           |

|  | Moumouvirus australiense        |
|  |                                 |
|  | Moumouvirus goulettemassiliense |
|  |                                 |

| Moumouvirus moumou | \| \| Acanthamoeba polyphaga moumouvirus (ApMV) \| \| \| \| \| \| Saudi moumouvirus (SDMV) \| \| \| \| |
|                    | \| \| Acanthamoeba polyphaga moumouvirus (ApMV) \| \| \| \| \| \| Saudi moumouvirus (SDMV) \| \| \| \| |
|                    | „GCA.002966465.1.ASM296646v1“                                                                          |
|                    | |
|                    | Acanthamoeba polyphaga moumouvirus (ApMV)                                                              |
|                    | |
|                    | Saudi moumouvirus (SDMV)                                                                               |
|                    | |

|  | Acanthamoeba polyphaga moumouvirus (ApMV) |
|  |                                           |
|  | Saudi moumouvirus (SDMV)                  |
|  |                                           |

|  | Moumouvirus australiense        |
|  |                                 |
|  | Moumouvirus goulettemassiliense |
|  |                                 |

| Moumouvirus moumou | \| \| Acanthamoeba polyphaga moumouvirus (ApMV) \| \| \| \| \| \| Saudi moumouvirus (SDMV) \| \| \| \| |
|                    | \| \| Acanthamoeba polyphaga moumouvirus (ApMV) \| \| \| \| \| \| Saudi moumouvirus (SDMV) \| \| \| \| |
|                    | „GCA.002966465.1.ASM296646v1“                                                                          |
|                    | |
|                    | Acanthamoeba polyphaga moumouvirus (ApMV)                                                              |
|                    | |
|                    | Saudi moumouvirus (SDMV)                                                                               |
|                    | |

|  | Acanthamoeba polyphaga moumouvirus (ApMV) |
|  |                                           |
|  | Saudi moumouvirus (SDMV)                  |
|  |                                           |

|  | Moumouvirus australiense        |
|  |                                 |
|  | Moumouvirus goulettemassiliense |
|  |                                 |

| Moumouvirus moumou | \| \| Acanthamoeba polyphaga moumouvirus (ApMV) \| \| \| \| \| \| Saudi moumouvirus (SDMV) \| \| \| \| |
|                    | \| \| Acanthamoeba polyphaga moumouvirus (ApMV) \| \| \| \| \| \| Saudi moumouvirus (SDMV) \| \| \| \| |
|                    | „GCA.002966465.1.ASM296646v1“                                                                          |
|                    | |
|                    | Acanthamoeba polyphaga moumouvirus (ApMV)                                                              |
|                    | |
|                    | Saudi moumouvirus (SDMV)                                                                               |
|                    | |

|  | Acanthamoeba polyphaga moumouvirus (ApMV) |
|  |                                           |
|  | Saudi moumouvirus (SDMV)                  |
|  |                                           |

## Virophagen
Der Zamilon-Virophage parasitiert (neben den Viren der Gattung Megavirus (Linie C) unter denen der Gattung Moumouvirus (Linie B) das „Moumouvirus Monve“ und das Acanthamoeba polyphaga Moumouvirus (ApMoV).